# Mirage (álbum de Camel)
Mirage es el segundo álbum de estudio del grupo británico de rock progresivo Camel con nueva discográfica, el sello Deram perteneciente a Decca Records. Con el tiempo sería uno de los álbumes más emblemáticos del grupo que llegó a editarse en una versión doble junto a su siguiente The Snow Goose.

## Creación
Gama Records buscaba una salida a sus proyectos y rápidamente firmó un contrato a largo plazo con Decca  / etiqueta ramificación de Londres, DERAM Records. Los primeros frutos de esta colaboración fue Mirage. Para esta primera entrega el sello de Gama Records realiza un esfuerzo de producción muy por encima con respecto al primer disco con MCA. El primer paso fue contar con un productor de peso como David Hitchcock (Genesis, Caravan), y media docena de ingenieros de sonido entre los que están John Burns , Bill Price o Howard Kilgour y repartidos entre los Island Studios, Decca Studios y los Air Studios.
Andy Latimer y Peter Bardens sacaron lo mejor de sus habilidades compositivas. Musicalmente el disco es un gran paso con respecto al primer álbum. La banda grabó cinco canciones con unos cambios de ritmos y melodías que marcaran el sonido del grupo en el futuro; dos de esos temas de más de 9 minutos, canciones de varias partes: "Lady Fantasy" y "Nimrodel / La Procesión / The White Rider", siendo esta última sobre El Señor de los Anillos. Además, aparece por primera vez Latimer a la flauta.
Lanzando en Inglaterra el 1 de marzo de 1974, no hubo sencillo de promoción, ni tampoco entró en las listas inglesas, pero la respuesta de los medios de comunicación en general con el disco acabado era muy prometedora. La prestigiosa revista Sounds fue una de las primeras en alabar el trabajo y Andy Ward y Doug Ferguson fueron descritos como una máquina bien engrasada. Aún más lejos fue la revista musical Beat que declaró a Mirage como Álbum del Mes, y finalmente llegó la sorpresa cuando el disco entró en los Top 200 de Billboard en el puesto 149 y permaneció visible durante nada menos que 13 semanas. Hoy, Mirage es considerado como uno de los discos imprescindibles dentro del Rock Progresivo de todos los tiempos ocupando el puesto 21 de la lista de los 50 Álbumes Imprescindibles del Rock Progresivo por la revista Rolling Stone.

## Tour
Camel se fue de gira a Europa a lo largo de marzo, abril y mayo. Posteriormente viajó a Estados Unidos con sus viejos amigos Wishbone Ash como cabeza de cartel. Programado para terminar en Miami en diciembre, el cuarteto permaneció durante tres meses más participando en conciertos junto a otros artistas como Renaissance, Ted Nugent, Eric Burdon, REO Speedwagon, Foghat, Blue Oyster Cult, o con Kiss el 17 de enero de 1975 en el Long Beach Arena de Los Ángeles, CA.

## Diseño de la portada
La cubierta del disco es una versión de la cajetilla de cigarrillos Camel. Las modificaciones incluían el nombre del disco y un efecto visual que simula un cristal tallado que hace verse la imagen separada en rodajas. La marca Camel no era muy conocida en Inglaterra, pero sin duda lo era en los Estados Unidos. En este país la empresa exigió a la banda cambiar la portada o enfrentarse con acciones legales. La compañía discográfica en EE. UU. rápidamente creó una nueva portada para evitar problemas legales. La portada original se mantuvo sin cambios en el resto del mundo. El mánager del grupo, Geoff Jukes ya había llegado a un acuerdo con la filial europea de la compañía de cigarrillos para regalar con el disco pequeños paquetes de cigarrillos (5 cigarrillos a un paquete). Tan enamorados quedaron los tabacaleros europeos, que visitaron a la banda en el estudio tratando de cambiar el nombre de las canciones de Mirage (por ejemplo, "Twenty To The Pack" - Veinte por paquete). También querían que el grupo cubriera sus amplificadores con pieles de camello, regalara cigarrillos en todas las actuaciones. Todo esto a la banda le empezó a parecer mal. Peter Bardens sugirió un álbum de canciones de título Twenty Sticks of Cancer" ("Veinte Palillos de Cáncer").

## Lista de temas
1. "Freefall" (Bardens) – 5:53
2. "Supertwister" (Bardens) – 3:22
3. "Nimrodel / The Procession / The White Rider" (Latimer) – 9:17
4. "Earthrise" (Bardens, Latimer) – 6:40
5. "Lady Fantasy (Bardens, Ferguson, Latimer, Ward) – 12:45
  - "Encounter"
  - "Smiles For You"
  - "Lady Fantasy"

### Pistas adicionales en versión 2002
1. "Supertwister" (En directo desde el Club Marquee londinense)	 – 3:14
2. "Mystic Queen" (En directo desde el Club Marquee londinense)	 – 6:09
3. "Arubaluba" (En directo desde el Club Marquee londinense))	 – 7:44
4. "Lady Fantasy: Encounter / Smiles for You / Lady Fantasy" (Versión diferente)	 – 12:59

### Pistas adicionales en versión 2023
Grabaciones demo grabadas en Decca Studios el 15 de julio de 1973
1. "Earthrise"
2. "The Traveller"
3. "Supertwister"
4. "The White Rider"
5. "Lady Fantasy"
6. "Lady Fantasy" (Basing Street Studios Original Mix)
7. "Autumn"

## Intérpretes
- Andrew Latimer: guitarras, flauta, voz
- Peter Bardens: teclados, voz
- Doug Ferguson: bajo
- Andy Ward: batería

- Datos: Q1753605